# Puig Morer
El Puig Morer  és una muntanya de 392 metres que es troba al municipi d'Olesa de Bonesvalls, a la comarca de l'Alt Penedès.